# Paroxystoglossa barbata
Paroxystoglossa barbata là một loài Hymenoptera trong họ Halictidae. Loài này được Moure mô tả khoa học năm 1960.